# داء كاريون
حمى أورويا أو داء كاريون  (بالانجليزية:Carrion's disease) هو مرض معدِ ينتج عن طريق العدوى بالبروتنيلة العصوية.
سميت تيمنا باسم دانييل ألسيدس كاريون.

## العلامات والأعراض
الأعراض السريرية لداء البروتينيلات تكون متعددة الأشكال، قد لا تبدو على بعض المرضى من المناطق الموبوءة أعراض. العرضان السريريان التقليديان هما المرحلة الحادة والمرحلة المزمنة، وذلك طبقا لنوعين مختلفين من الخلايا المضيفة التي غزتها البكتيريا (خلايا الدم الحمراء والخلايا البطانية). يمكن للفرد أن يتأثر بإحدى المرحلتين أو كلتاهما.

### المرحلة الحادة
يطلق عليها أيضا المرحلة الدموية. أكثر الأعراض شيوعًا هي الحمى (عادة ما تستمر، ولكن مع درجة حرارة لا تزيد عن 102 درجة فهرنهايت (39 درجة مئوية))، والمظهر الشاحب، والشعور بالتوعك، وتضخم الكبد غير المؤلم، واليرقان، والغدد الليمفاوية المتضخمة، والطحال المتضخم. تتميز هذه المرحلة بفقر الدم الانحلالي الشديد وضعف المناعة المؤقت. تجاوزت نسبة وفيات الحالات للمرضى غير المعالجين 40٪ ولكنها تصل إلى حوالي 90٪ عند العدوى الانتهازية بالسالمونيلا. في دراسة حديثة، كان معدل النوبات 13.8 ٪ (123 حالة) وكان معدل وفيات الحالات 0.7 ٪.
تشمل الأعراض الأخرى الصداع، وآلام العضلات، وألم البطن العام. اقترحت بعض الدراسات وجود صلة بين مرض كاريون ولغط القلب بسبب تأثير المرض على الدورة الدموية. في الأطفال، تم فحص أعراض مثل فقدان الشهية والغثيان والقيء كأعراض محتملة للمرض.
تحدث معظم وفيات داء كاريون خلال المرحلة الحادة. تختلف الدراسات في تقديراتها للوفيات. في إحدى الدراسات، قدّر معدل الوفيات بنسبة قليلة تصل إلى 1 ٪ فقط في الدراسات التي أجريت على المرضى في المستشفيات، إلى نسبة عالية تصل إلى 88 ٪ في المرضى غير المعالجين وغير المنقولين للمستشفى. في البلدان المتقدمة، حيث نادرا ما يحدث هذا المرض، يوصى بالحصول على مشورة من أخصائي في الأمراض المعدية عند التشخيص. غالبًا ما يُعتقد أن الوفيات ناتجة عن العدوى اللاحقة بسبب أعراض ضعف المناعة وغزو العوامل الممرضة الانتهازية، أو عواقب سوء التغذية بسبب فقدان الوزن لدى الأطفال. في دراسة ركزت على آثار المرض على الأطفال والأجنة، قدرت معدلات الوفيات للنساء الحوامل اللاتي يعانين من المرحلة الحادة بنسبة 40٪ ومعدلات الإجهاض التلقائي بنسبة 40٪ أخرى.

### المرحلة المزمنة
تسمى أيضا مرحلة الطفح أو مرحلة الأنسجة، حيث يصاب المرضى بطفح جلدي ينتج عن طريق تكاثر الخلايا البطانية ويعرف باسم «الثآليل البيروفية» أو «فيروغا بيروانا». بناءً على حجم وخصائص الثآليل، توجد ثلاثة أنواع: دُخِنّي (1-4 ملم)، عقدي أو تحت الجلد، وبغلّي (> 5mm). الثآليل الدخنية هي الأكثر شيوعا.غالبا ما تتقرح الثآليل وتنزف.
أكثر الأعراض شيوعًا هي نزيف الفيروغات، حمى، توعك، ألم مفصلي (آلام المفاصل)، فقدان الشهية، ألم عضلي، الشحوب، اعتلال العقد اللمفية، وتضخم الكبد والطحال.
في الفحص المجهري، تنتج المرحلة المزمنة والطفح الجلدي عن طريق فرط التنسج الوعائي، أو زيادة معدلات وحجم نمو الخلايا في الأنسجة التي تشكل الأوعية الدموية. مما يؤدي إلى فقدان الاتصال بين الخلايا وفقدان الوظيفة الطبيعية.
المرحلة المزمنة هي المرحلة الأكثر شيوعًا. معدل الوفيات خلال المرحلة المزمنة منخفض جدا.

## السبب
ينتج داء كاريون عن بكتيريا البارتونيلا العصوية. تُظهر التحقيقات الحديثة أن مرشحة البارتونيلا قد تسبب فيروغا بيروانا، على الرغم من أنه قد لا يحقق جميع فرضيات كوخ. لم يكن هناك تكاثر تجريبي للثآليل البيروفية في الحيوانات، وتوجد القليل من الأبحاث حول انتشار المرض الطبيعي أو تأثيره في الحيوانات المحلية.

## التشخيص
يمكن إجراء التشخيص خلال المرحلة الحادة عن طريق الحصول على مسحة دموية محيطية مع صبغة جيمزا، ومزرعة أجار الدم الكولومبية، ولطخة ويسترن، وفلورة مناعية غير مباشرة، وتفاعل البوليميراز المتسلسل (PCR). يمكن إجراء التشخيص خلال المرحلة المزمنة باستخدام ملون وارثن-ستاري من خزعة أحد الثآليل، وتفاعل البوليمراز المتسلسل، ولطخة ويسترن.

## العلاج
لأن داء كاريون عادة ما يكون مصحوبا بعدوى السالمونيلا، فقد كان الكلورامفينيكول تاريخياً هو العلاج محل الاختيار.
الفلوروكينولونات (مثل السيبروفلوكساسين) أو الكلورامفينيكول في البالغين والكلورامفينيكول بالإضافة إلى بيتا لاكتام في الأطفال هي أنظمة المضادات الحيوية المختارة خلال المرحلة الحادة من داء كاريون. لوحظت مقاومة بكتيريا البارتونيلا العصوية للكلورامفينيكول.
أثناء المرحلة الطفحية، التي لا يكون فيها الكلورامفينيكول مفيدًا، يتم استخدام الأزيثروميسين والإريثرومايسين وسيبروفلوكساسين بنجاح للعلاج. كما يستخدم ريفامبين أو الماكروليدات لعلاج البالغين والأطفال.
بسبب المعدلات العالية للعدوى المصاحبة والحالات، غالباً ما تكون هناك حاجة لعلاجات متعددة. قد يتضمن ذلك استخدام الكورتيكوستيرويدات للضائقة التنفسية، ونقل خلايا الدم الحمراء لفقر الدم، استئصال التامور لسدادات التامور، وغيرها من العلاجات القياسية.